# Xylophanes rufescens
Xylophanes rufescens là một loài bướm đêm thuộc họ Sphingidae. Nó được tìm thấy ở French Guyana, Venezuela, tây bắc Brasil và miền đông Peru.
Con trưởng thành có thể bay quanh năm.
Ấu trùng có thể ăn các loài Rubiaceae và Malvaceae.